# ABT市代車站
ABT市代站（日语：／ Aputo Ichishiro eki */?）位於静岡縣榛原郡川根本町梅地，是大井川鐵道井川線的鐵路車站。

## 車站結構
單式1面1線站台，有為Abt式鐵道列車專用的留置線與檢修設備。站房內設有廁所。

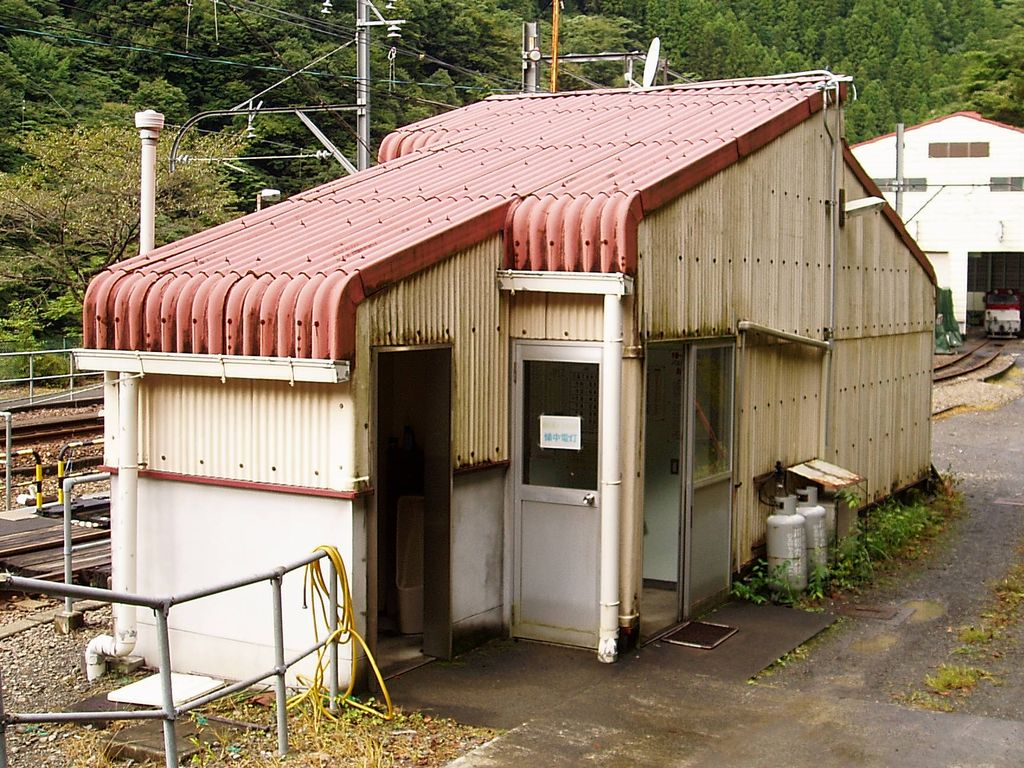
站房
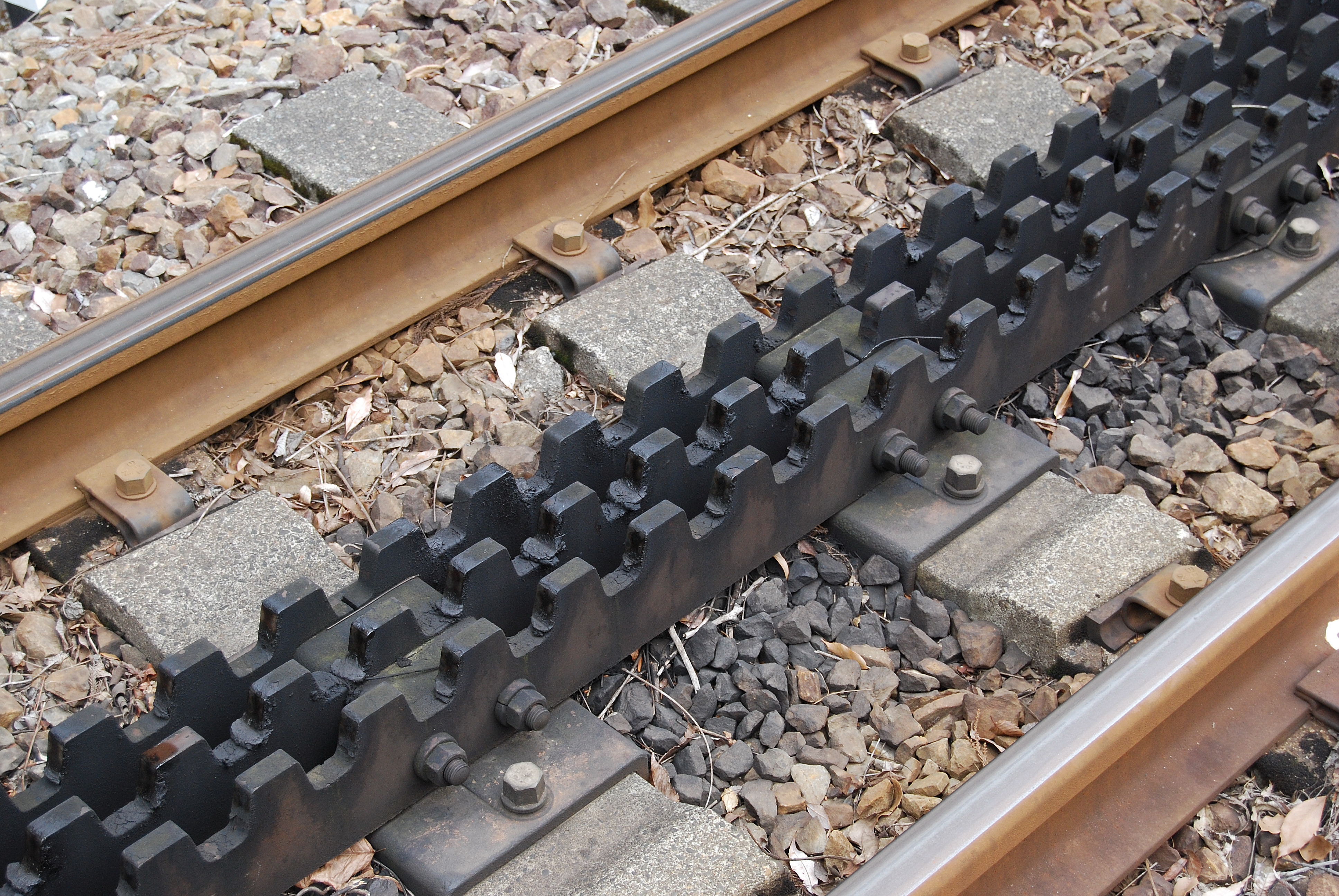
ABT式鐵道鐵軌
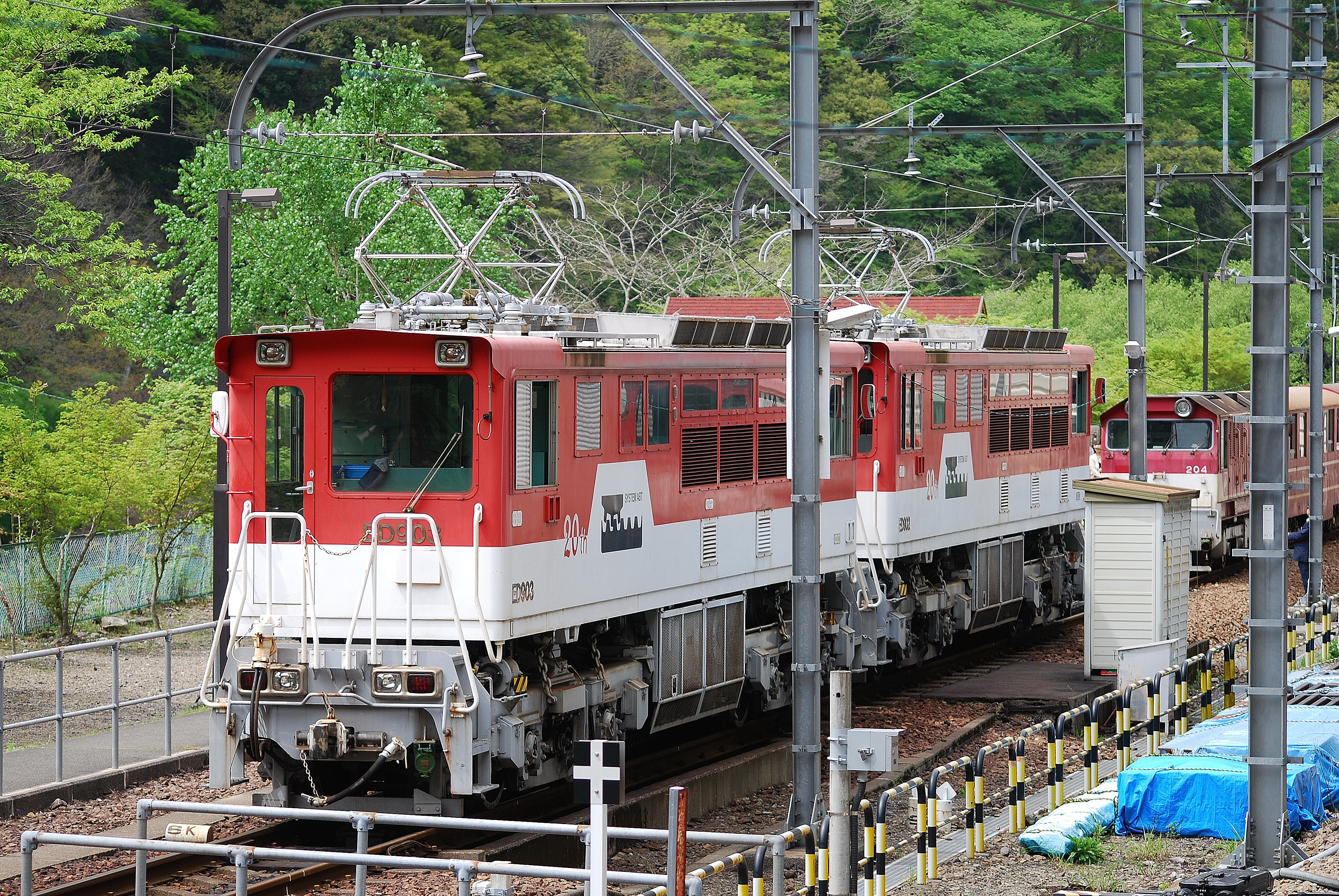
經過的ABT式鐵道列車

## 車站周邊
- 奥泉發電所
- 大井川
- 大井川壩（日语：大井川ダム）
- 旧大加島隧道：旧線隧道。現在作為遊客步道，愛稱為“神秘隧道”（ミステリートンネル）。

## 歷史
- 1959年（昭和34年）8月1日 - 川根市代站開業。該站現在的位置在奧泉站附近。
- 1990年（平成2年）10月2日 - 隨著長島壩的建設，該站遷移至新線上，并改名為ABT市代站。

## 相鄰車站
大井川鐵道
井川線
奧泉－ABT市代－長島壩
（路線變更前）
大井川鐵道
井川線
奥泉－川根市代－大加島臨時乘降場

## 其他
- 遊戲鐵道巡禮（日语：鉄道むすめ）的角色的名字即來源於該車站。[1]

## 脚注
1. ↑  .   [2020-03-27]. （原始内容存档于2020-03-27）.